# Lamium confertum
Lamium confertum là một loài thực vật có hoa trong họ Hoa môi. Loài này được Fr. mô tả khoa học đầu tiên năm 1845.